# Стивен Пинар
Стивен Пинар (енгл. Steven Pienaar; Јоханезбург, 17. март 1982) је јужноафрички фудбалер који тренутно наступа за енглески клуб Евертон и репрезентацију Јужне Африке. Игра на позицијама левог и десног крила.
Током каријере играо је за Ајакс Кејптаун, Ајакс, Борусију Дортмунд и Евертон. За репрезентацију је одиграо 46 мечева и постигао два поготка. Дебитовао је 2002. године против Турске, а био је члан тима који је наступао на Светском првенству у Јужној Кореји и Јапану.